# 瓦桑勒布勒托讷
瓦桑勒布勒托讷（法語：Voisins-le-Bretonneux，法語發音：[vwazɛ̃ lə bʁətɔnø] ⓘ）是法国伊夫林省的一个市镇，位于该省东部，属于凡尔赛区。瓦桑勒布勒托讷是法国国家新城伊夫林地区圣康坦（Saint-Quentin-en-Yvelines）的一部分。

## 地理
瓦桑勒布勒托讷（48°45'30"N, 2°3'3"E）面积2.38 平方千米，位于法国法蘭西島大區伊夫林省，该省份为法国北部省份，北起瓦兹河谷省，西接厄尔省，西南接厄尔-卢瓦省，东南接埃松省，东临上塞纳省。
与瓦桑勒布勒托讷接壤的市镇（或旧市镇、城区）包括：吉扬库尔、马尼莱阿莫、蒙蒂尼勒布勒托讷。
瓦桑勒布勒托讷的时区为UTC+01:00、UTC+02:00（夏令时）。

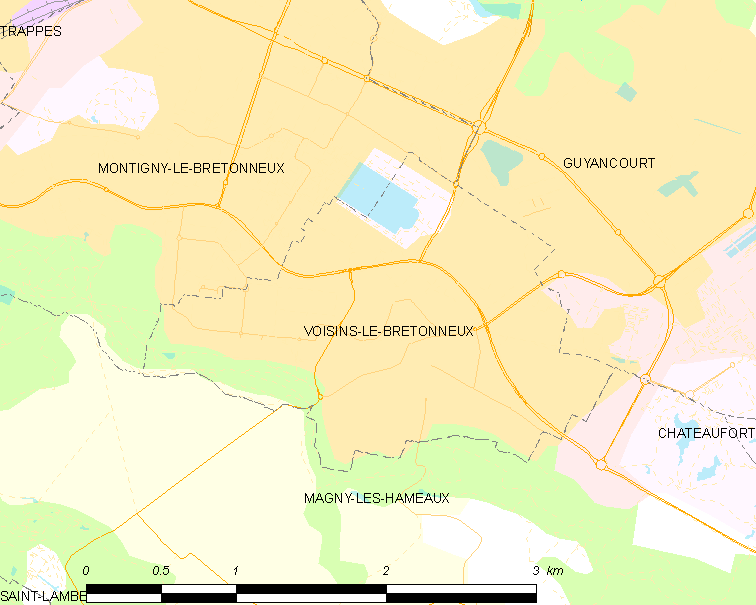
瓦桑勒布勒托讷的OSM定位图

## 行政
瓦桑勒布勒托讷的邮政编码为78960，INSEE市镇编码为78688。

## 政治
瓦桑勒布勒托讷所属的省级选区为莫尔帕县。

## 人口

瓦桑勒布勒托讷1962-2008年间人口变化图示

瓦桑勒布勒托讷于2022年1月1日时的人口数量为10740人。

## 友好城市
- 蘇格蘭歐文
- 波蘭武庫夫
- 德国谢讷费尔德